# カンニング竹山
カンニング竹山（カンニングたけやま、1971年4月2日 - ）は、日本のお笑いタレント、俳優、コメンテーター、YouTuber。本名および旧芸名、竹山 隆範（たけやま たかのり）。
福岡県福岡市城南区出身。サンミュージックプロダクション所属。

## 来歴
福岡県福岡市城南区出身、福岡県立早良高等学校卒業。上京して大学卒業後には芸人になるつもりだったが、大学受験（高千穂大学と帝京大学）の結果は不合格だった。1990年、予備校時代には同じく浪人中だった小学校の同級生であるケン坊田中（現：田中健二）とコンビ『代々木くんと河合くん』を組んだ。コンビ名は2人が通うそれぞれの予備校名が由来だったが、予備校側から了承が得られなかったため『ター坊ケン坊』へ改名。4月に開催されたTNCのオーディション番組『第1回激辛!? お笑いめんたい子』で優勝、5月にコンビとして福岡吉本第1期生となり所属契約を結ぶ。
福岡吉本では博多華丸・大吉やコンバット満らが同期に当たる。しかし竹山は「福岡で売れても意味がない」と、わずか1年で福岡吉本を辞め上京。
東京で、田中と同じく小学校の同級生だった中島忠幸と再会し、1992年、中島とコンビ『カンニング』を結成。一時期は渡辺プロダクションに所属するも単純に売れずにリストラされ、元渡辺プロ関係者からの紹介でサンミュージックへ移籍（竹山本人は「素行不良で移籍した」と自虐的な鉄板ネタとして公言している）。当時のサンミュージック所属の芸人は3組のみで、カンニングは2組目だった。その後、フリーフォークス（MANZAI-Cの個人事務所）への所属を経てぶっちゃあ（ブッチャーブラザーズ）の呼びかけによって再びサンミュージックに出戻った。
2004年6月、日本テレビ『エンタの神様』に初出演。しかし漫才中にいきなり脱糞発言を繰り返した。7月の2度目の出演では突然ズボンを脱いで本気で脱糞しかけたためスタッフに強制退場させられ、放送終了後、日テレには苦情・クレームの抗議電話が殺到した。8月に3度目の出演で中島から一喝され、土下座および謝罪の弁を述べた。なお同番組には10年後(2014年7月28日)にもこの一度だけの約束として出演し当時の模様を語っている。12月には、中島が白血病で入院し、コンビでの活動は休止せざるを得なくなったが、中島の復帰に備え一人で活動を続けた。
2005年、山崎邦正（現・月亭方正）とコンビ『竹山崎』として第5回M-1グランプリへ出場、3回戦まで進出。
2006年12月20日、療養中の中島がウイルス性肺炎の発症により逝去。コンビは事実上の解散となるが、芸名に「カンニング」をつけた『カンニング竹山』として活動している。
2007年3月30日、およそ15年間付き合ってきた2歳年上の女性と結婚。
2008年、役者として初の役名（藤井哲男役）付き映画となる『イエスタデイズ』へ出演。単独ライブ『放送禁止』を開催（後述）。

### 半生
実際の誕生日は1971年3月30日だが、同学年より1年多く過ごせると親が戸籍上では1971年4月2日を誕生日とした。
父は事業を行っており非常に裕福な家庭で育った。幼稚園へは運転手が運転する白いベンツで通っていたほどで、リビングには象牙や虎の敷物、火縄銃が飾られていた。
9歳の時に父が経営していた会社が倒産、一転して借金取りから追われる生活となる。当時は子供心に「人はお金が絡むと豹変する。金を信用しちゃいけない」と考え、周りの大人たちが敵に変わっていく様を痛感したという。
竹山が高校生の頃、バブル景気に便乗する形で父の羽振りが再び良くなる。だが竹山の上京後、またしても父の会社の経営が傾き返済計画を話し合っていた家族会議の最中に父が脳出血で倒れ、そのまま死去。父の没後、東京にいた竹山に裁判所から書類が届き、全く身に覚えのない13億円もの借金が発覚（竹山の兄は20億円の借金を背負った）。結局、相続放棄をする形でその負債は免れた。父がどのような会社を経営していたのか、息子の竹山は一切知らなかった。「借金はするな、保証人にはなるな」が父の遺言のようなものだったと語っている。
芸人としてほとんど売れていなかった20代前半の頃、相方の中島が原付で交通事故を起こし、その示談金だった50万円を工面するため消費者金融から借金をした。この時に意外にも簡単に借りられると味を占め、アルバイトもさぼって堕落生活と化し遊興費のため借金を重ねて450万円、利子だけでも月15万に膨らんだ。部屋には借金取りが押し寄せ、ネタ作りもままならない状態で舞台に臨んで苦し紛れに生まれたのが「キレ芸」だった。キレ芸は「お笑いの形ばかり気にしていたことから、かっこつけるのを辞めて、自分たちが本当に面白いと思っていることを、テレビに全く映らなくてもいいから開き直って、思いっきりやってみよう」という思いから誕生した。「電車の中や居酒屋で怒ったり説教したりするおじさんとか面白そう」という話になり、漫才の中に取り入れたら面白いんじゃないかということになったという。実際に本人が語ったところによると、ライブがあるのに借金取りが家の前にいたため窓から屋根伝いに逃げるようにライブ会場に到着し、「何で俺がこんな目に遭わんといかんのじゃー!!」とキレたのが始まりだった。その芸は客ウケこそ悪かったが芸人仲間からは評価が高かったため、本格的にお笑いへ臨むことを決意。450万円の借金は、特定調停を申し入れて債務整理をした。
2013年、当時予定していた主演ドラマが急遽中止となりスケジュールが空いたため教習所へ通い、42歳で普通自動車運転免許を取得した。
2015年1月、フジテレビ『とんねるずのみなさんのおかげでした』の企画内でハワイのマツモトシェイブアイスの経営権を購入。「竹山かき氷本舗（タケヤマシェイブアイス）」の店名で、4月14日から5月13日まで期間限定でかき氷やTシャツ等を販売した。1000万円の大台を超える売り上げだったものの、利益はほとんど残らなかったという。

## 人物
- 中島と同じく、喫煙者（中島はその後禁煙）であり、1日に3箱ものたばこを吸うヘビースモーカーだったが現在は加熱式たばこに変えている。2018年に制定された東京都の受動喫煙防止条例については、「飲み屋で全面禁煙はきつい」などと不満を漏らしている[21][22]。睡眠時無呼吸症候群でCPAPによる治療を行っていることを公表している[23]。
- 2020年には「テレビ引退説」が囁かれたが、これに対して6月29日放送の『ABEMA Prime』で「ちょうど同じ時期に、仲間たちと“オンラインサロン”をやろうという話が立ち上がって。『今の俺に一番合っているんじゃないか』という軽い気持ちで、サロン名を“竹山報道局”と名付けて。そうしたら、『宮迫さんのYouTubeにもいきなり出るし、“竹山報道局”も急に立ち上げるし、竹山色んな考えがあってテレビを捨ててインターネットに進出するんじゃないか?』と意外と業界の人がざわつき始めて」と反論した[24]。
- 理想の上司として、親交のある木梨憲武（とんねるず）を挙げている[25]。
- 節税のため個人事務所を30代で設立しており、妻が社長職に就いている。妻と税理士が綿密に申告を行ったため、2019年には優良申告法人として表彰を受けた[26]。

### 思想・哲学
- 自身が通っていた小学校は日教組色が強い校風だったことを明かしており、日の丸の掲揚に対する見解の相違が原因で教員同士が殴り合いの喧嘩に発展した様子を目の当たりにしたとのこと[27]。この小学校の校風の影響により、当時の竹山ら生徒が日の丸や国歌「君が代」の存在を覚え意識するようになったのは、中学校に入って以降だったという[27]。
- 「戦争はダメだ」という思いから、日本における終戦の日にあたる8月15日には手を合わせていることを語っている[27]。
- 子供の頃に沖縄の平和祈念公園や広島と長崎の原爆資料館を訪れたことと、大人になってから知覧特攻平和会館・靖国神社を訪れた経験を語っている[27]。
- 東日本大震災および福島第一原子力発電所事故の発生以降噴出した福島県へのネガティブな印象やそれを流す勢力に対しては批判的な立場をとり[28][29][30]、当時出演していたラジオ番組「ニュース探究ラジオ Dig」で震災直後の福島を訪問。これをきっかけにその後も度々プライベートで一観光客として後輩や妻と共に福島県各地を訪問、Twitterで紹介している。様々な場所で地元の人々との交流をするようになった[31][32]。観光名所や温泉の良さ、食べ物や酒を始めとした県産品の美味しさに気づき、これらを知った経験を基に2019年には福島県に関する著書を上梓した[33]。この本では福島県郡山市出身で当時『探偵!ナイトスクープ』で共演していた西田敏行との対談も掲載されている[34]。西田が局長を退任してからも食事会やグループLINEなどでの交流が晩年まで続いた[35]。
- 原子力発電所に関しては「なくなればいい」と考えているが、「思想だけ主張してもしょうがない」「現場に行って現実をちゃんと知らないと」としており[36]、2016年5月末には実際に福島第一原子力発電所を見学した経験もあり、労働環境の改善状況を知り驚き、作業員の温かい人柄に触れ気さくに応じている[37][31]。
- 麻薬取締官や薬物依存症患者を取材した経験があり、薬物事件が報道された際には取材で得た知識や違法薬物の使用が禁じられている理由が体に害を及ぼすためであること、および依存症に対する治療の重要さを度々語っている[38][39][40]。違法薬物を使用している芸能人に対しては「仕事を入れない方がいい」「絶対捕まる」と警告している[39]。
- 韓国の政治的姿勢を批判する発言を度々している[30][41]。また「政治の問題と文化は一緒にしちゃいけない」「外交問題と民間の交流は分けて考えるべき」といった考えも述べており、韓国への旅行や文化交流に対しては肯定的である。日本人女性が韓国で暴行を受けたという動画が拡散した際には「ああいうバカは政治問題が無くてもやるんです」「反日感情からやっていたとしたら、それはそれでバカの中のバカ」という見解を示している[41]。
- ウイグル・チベット・内モンゴルが標的となっている中国の人権問題については「ナチス党政権がアウシュビッツ強制収容所でやっていたことと一緒」と語っており、それらに対する報道が少ないメディアへの苦言も述べている。この問題を知って中国人を感情的に憎むことは否定的であり、中国に住む人に対して「本当のことを教えなければいけない」と考えている[42][43]。
- 拉致問題、核問題、国民の栄養失調といった諸問題を起こした北朝鮮の国家体制を批判している[44]。
- 自衛隊による災害派遣活動に敬意を表している。また、一番戦争したくない人は軍隊や自衛隊員であるという見解を語っている[45][46]。
- 普天間基地移設問題に関連する辺野古移設県民投票については「（辺野古の埋め立てに）基本的には反対なんですけど、多分自分が沖縄県民で住んでたとしたら、賛成票に入れるかもしれないね」と語った[47]。
- 憲法改正に対して「いまのままだと不便なことが起こってきている」として一定の理解を示している[46]。

### 趣味・特技
- 幼少期にヴァイオリンを3年間習っていたことがあり[48]、その経験から朝日放送制作・テレビ朝日系『笑いの金メダル』では「バイオリン忍者ター坊」というキャラに扮していた時期がある[49]。ネタのパターンは波田陽区の「ギター侍」のパロディで、ネタにした相手を斬るのではなく全て自虐ネタをオチとしている点が異なっており、最後は「残念でござる。ニンニン」で締めくくられていた[50]。NHKの「チコちゃんに叱られる!」では「ストラディバリウスが高いのはなぜ？」という疑問を解明する際に、ヴァイオリン[注 3]を弾く姿を披露した[51]。
- 大の女性アナウンサー好きとされ、「女子アナマニア」を自称する。「週刊プレイボーイ」に女子アナに関するコラムを連載している他、民放キー局のアナウンサー関連のバラエティ番組はほとんどの番組に出演している。
- 航空ファンとしても知られ、本人曰く乗るのも見るのも好きだとのこと。本人のラジオにおける発言をきっかけに航空ファン向け雑誌「月刊エアライン」からアクションがあり、同誌に記事を連載している。
- 競馬ファンとしても知られ、グリーンチャンネルでも一時レギュラー番組を持っていた。また一口馬主クラブ「サンデーレーシング」の会員でもあり、ブラックスピネル（2017年東京新聞杯優勝馬）やトレンドライン、リトミカメンテ、ヴィルデフラウに出資している[52]。
- プロ野球では、地元福岡の福岡ソフトバンクホークスファン。
- NFLファンで、応援チームはグリーンベイ・パッカーズ[53]であり、パッカーズの株主でもある[54]。テレビ番組などに私物のグッズを着用して出演することもある[55]。
- サザンオールスターズを敬愛している[56]。ボーカルの桑田佳祐は2012年にソロとして行った全国ツアーのマリンメッセ福岡公演で「青葉城恋唄」を福岡出身の著名人を称える内容に変えて歌ったことがあり、その中に竹山の名前も入れていた[57]。
- 一番好きなアーティストにレオン・ラッセルを挙げている[58][59]。

## 単独ライブ『放送禁止』
- 2008年から毎年秋頃にかけて、単独ライブ『放送禁止』を開催している。なお、このライブは放送作家の鈴木おさむから「どっちにしても相方はもういないし、（竹山が）独り立ちするための形をつくるべき」と竹山に提案した事が開催のきっかけとなっている（その後、鈴木は『放送禁止』の構成・演出を担当している）[60]。本ライブは竹山が自腹で制作費を出している[60]。また開催当初はチケットが売り切れず、大赤字を竹山自身が自腹で賄ったこともあったが開催する毎に人気は上昇、2017年時点ではチケット即日完売の人気公演にまで成長している[61]。芸能人のファンも多くライブには多くの芸能人が訪れており、ライブ終了後には絶賛コメントが寄せられるなど高い評価を得ている[62]。
- 『放送禁止』というタイトル名から見て分かるように、本ライブでは竹山自身が「テレビではできない笑いに挑戦する」内容が主となっている。「テレビでは堂々と喋ることのできない話」「テレビではやりにくいお芝居」「テレビではやりにくい研究発表」など[63]をライブ内で行っている。また「毎日1万円を365日配る」[60]「公演中に竹山が自らの携帯番号をTwitterで晒し、本番中にかかってきたイタズラ電話の相手と本気で話す」[64]などの竹山自身が体を張る企画も行われている。同じくサンミュージック所属の後輩などがゲスト出演したりもする。
- 『放送禁止2012』では「人の死と笑い」というテーマに挑戦し、この時七回忌を迎えたかつての相方・中島の死に初めて言及して笑いに変えてみせた[65]。なお、竹山によればこの「中島の死を笑いに変える」という試みは、「『放送禁止』が始まった時に『ライブが5年続いたらやろう』と決めていたネタ」だったとのこと[60]。
- ライブの模様を収録したDVDも定期的に発売されていたが、2017年2月24日に発売された『放送禁止2015』のDVDを最後に発売は途絶えている。これについて竹山は、そもそもこのライブは「DVDは出さない」「ツアーもやらない」ということで始めたのだが、初期は興行的に赤字で費用を補填するため仕方なくDVDの販売を始めたという。その後ライブ動員数が増えた事により、竹山の「もう（DVD発売は）いらないです」という意見が通ったため以降発売する事はなくなった。竹山によれば「今後も出る予定はまったくない」とのこと[66]。
  - また竹山は、あくまでも『放送禁止』は実際に会場に足を運んでくれた観客のためのもので「DVDで全部見せるわけにはいかない」という思いから、「（会場に来た）お客さんだけが一番得する作りにしてください」とリクエストしているという。このためDVDの編集には拘っていると言い、「結構大事なところとか『放送禁止』で一番キモになる、俺が一番ここだけはみんなに見て欲しい、聞いて欲しい話とかを全部カットしたり、（わざと余計に）ピー音を入れたりしてる」と語っている[66]。
- 竹山は毎年このライブを催す理由について「カッコつけたことを言うと、カンニング竹山の軸は『放送禁止』なんです。あの舞台があるから1年間テレビ芸の仕事ができるんですよ」と語っている[60]。

## 出演

### 現在の出演番組

#### テレビ番組・ネット番組
現在のレギュラー番組
- 探偵!ナイトスクープ（朝日放送テレビ）- 本番組のみ本名の「竹山隆範」名義を継続している。
- ノンストップ!（2012年4月3日 - 、フジテレビ） - 金曜コメンテーター
- ドスルコスル（2017年10月12日 - 2018年3月8日・2019年4月11日 - 2019年9月16日（以降リピート放送中）、NHK Eテレ） - ドスルの声
- ABEMA Prime（2019年4月1日 - 、AbemaTV）- 月曜MC、2022年4月からは月曜不定期[67]
- カンニング竹山のイチバン研究所（2020年10月10日 - 、AbemaTV）- 所長[注 4]
- 竹山家のお茶の間で団らん（マイナビニュース、Twitter）
- TAKEFLIX（2021年4月 - 、YouTubeチャンネル）- オンラインサロン
  - 竹山報道局（2020年7月1日 - ）- 2021年4月よりTAKEFLIXコンテンツの一部として配信
- 今君電話（2021年10月29日 - 、年4-6回程度放送、2023年春 - 24年秋はハートネットTV内の企画として内包、NHK Eテレ）[68]
- カンニング竹山の福島のことなんて誰もしらねぇじゃねえかよ！（2022年8月27日-、不定期、福島テレビ）[69] 2022年8月27日、9月3日、9月10日、2023年4月18日、8月29日、10月13日
- カンニング竹山の昼酒は人生の味。（2025年4月7日 - 、BS-TBS）- 冠番組
- 健全夜遊びドキュメンタリー63ANGEL!!（2025年4月19日 - 、ABEMA）

準レギュラー
- そうだったのか!池上彰の学べるニュース（テレビ朝日）
- ネプリーグ (2005年4月25日‐、準レギュラー、フジテレビ)
- アッコにおまかせ!（TBS）
- アメトーーク!（テレビ朝日）
- ロンドンハーツ（テレビ朝日）
- ゴゴスマ -GO GO!Smile!-（CBCテレビ）
- 競馬BEAT（テレビ西日本・関西テレビ）
- 競馬ブロス（2024年11月 - 、グリーンチャンネル）

### 過去の出演番組

#### バラエティ番組・情報番組
過去のレギュラー番組
- 虎の門 （テレビ朝日、2001年4月 - 2008年9月）
- 笑いの金メダル （朝日放送、2004年 - 2007年）
- お台場お笑い道 （フジテレビONE、2005年5月 - 2009年9月）- レギュラー
- 怒りオヤジ3 （テレビ東京、2005年10月 - 2009年3月）- MC
- おもいッきりイイ!!テレビ （日本テレビ）- 月曜レギュラー（2007年10月 - 2008年9月は木曜レギュラー）
- カンニング竹山の前向きコント!一本勝負（フジテレビ）／フジポッド 冠番組
- カンニングの恋愛中毒（GyaO）
- 知っとく!なっ得!（テレビ朝日、2011年1月 - 2013年3月）
- 全力!銭ナール → カンニング竹山の銭ナール → カンニング竹山の銭ナール女学院 → カンニング竹山のゼニウスの夜[70] （毎日放送、2012年2月 - 2013年4月）冠番組
- やじうまテレビ! （テレビ朝日）木曜日コメンテーター（2012年4月 - 2013年3月）
- 竹山のやりたい100のこと〜ザキヤマ&河本のイジリ旅〜（フジテレビONE、2012年5月 - 2013年2月）冠番組
- 相葉マナブ（2013年4月21日 - 2015年12月6日、テレビ朝日）- サポートメンバーとして不定期で出演。
- ためしてガッテン（NHK総合テレビ）
- カンニングのDAI安吉日!（2006年4月3日 - 2018年3月25日、BSフジ）
- みんなのニュース ワンダー（関西テレビ）- 木曜レギュラー
- 白熱ライブ ビビット（2016年3月28日 -  2019年9月23日、TBS）- 月曜日レギュラー [71]
- 直撃LIVE グッディ!（2015年4月1日-2020年9月23日、フジテレビ）- 水曜パネラー
- 情報プレゼンター とくダネ!（フジテレビ）- 月曜レギュラー
- バイキングMORE（2020年9月30日-2022年3月30日、フジテレビ）- 水曜レギュラー
- 業界激震!?マジガチランキング（2017年4月 - 2017年9月、AbemaTV）- MC
- カンニング竹山 拝啓テレビ局様チャンネル→カンニング竹山 プロダクション（2018年1月 - 2021年3月、YouTubeチャンネル）
- 木に梨はなる〜頭の中の大宇宙〜（2021年6月14日 - 11月15日、WOWOW）
- カンニング竹山の土曜The NIGHT（2017年1月13日 - 2023年1月1日、AbemaTV）[72]
- 竹山ロックンロール（独立局、2014年1月 - 2015年1月）冠番組
- 世界制服!竹山塾（テレ朝チャンネル）冠番組
- ラストアイドル（テレビ朝日、2018年4月15日 - 9月30日、2019年7月7日） - サードシーズンMC、フォースシーズン 〜ラスアイ、よろしく！〜ゲストMC
  - ラストアイドル in AbemaTV（AbemaTV、2018年6月3日 - 8月26日） - MC
- 有吉弘行の脱ぬるま湯大作戦（2018年8月3日 - 24日、Amazonプライム・ビデオ）
- カンニング竹山の新しい人生、始めます!（2019年4月21日 - 2020年4月5日、BSテレ東）[73]冠番組
- ノゾキミ企業参観!子どもの職場が見たい（2019年4月6日 - 2020年2月29日、BS朝日）[74]
- 石橋貴明プレミアム（2019年3月24日、2020年5月5日、10月10日、2021年3月20日[75]、ABEMA）
- パパパパパ・リーグ（2021年6月28日 - 8月30日、パーソル　パ・リーグTV公式YouTubeチャンネル、）- MC[76]
- HITOSHI MATSUMOTO presents ドキュメンタル（2023年、Amazonプライム・ビデオ）- シーズン12出演
- それゆけ!!63エンジェル!!（2024年7月4日 - 12月26日、TOKYO MXテレビ）

過去の準レギュラー番組
- 脳内エステ IQサプリ（フジテレビ、2004年4月 - 2009年3月）- 準レギュラー
- 中井正広のブラックバラエティ（日本テレビ、2004年7月 - 2013年3月）- 準レギュラー（一時期から、カブトムシさいとうと呼ばれるようになる）
- 愛のエプロン（テレビ朝日、2006年）- 準レギュラー(ジャッジマン)
- お試しかっ!（テレビ朝日、2008年4月 - 2015年1月）- 準レギュラー
- 関ジャニの仕分け∞（テレビ朝日、2012年 - 2015年）- 仕分けホール支配人

不定期出演
- 解体新ショー （NHK）- 不定期出演
- トンコツTV（2007年6月24日、NHK福岡）- 進行役
- タモリ倶楽部（テレビ朝日）- 不定期出演
- 坂上忍の成長マン!! - 不定期出演
- きらっといきる（NHK教育テレビ）
- エンタの神様（日本テレビ）- キャッチコピーは「遅れてきた反抗期」（カンニングとして）→「永遠の反抗期」（竹山のみ）→「遅れてきた反抗期」（竹山のみ）
- とんねるずのみなさんのおかげでした（フジテレビ）
- 超入門!落語 THE MOVIE（NHK総合）
  - 三方一両損（2016年11月30日） - 金太郎 役
  - 妾馬（2017年2月8日） - 八五郎 役
  - 置泥（2017年12月14日） - 泥棒 役

#### 特別番組
- オールスター赤面申告!ハプニング大賞（TBS）- レギュラー審査員
- カンニング竹山のオレの映像買ってくれ!!（2006年、テレビ朝日）- 関東ローカル
- 日曜ビッグバラエティ　ハイパーパトロール【真夏の繁華街で人生のぞいてみた!】（2022年8月14日、テレビ東京系列） - MC
- ニンゲン観察バラエティ モニタリングスペシャル（TBS、2022年11月3日）「仲良し朝ドラ姉妹がサプライズ旅」のコーナー[77]
- 発見!タカトシランド（北海道文化放送）
  - 2025年4月4日 - 西28丁目エリアでお宝店を発見! SP[78]
  - 2025年4月18日 - 桑園エリアでお宝店を発見! SP

#### テレビドラマ
- 水曜プレミア「夜王」（2005年5月11日、TBS）- 高橋藤吉 役
- FNS ALLSTARS あっつい25時間テレビやっぱ楽しくなければテレビじゃないもん!「THE WAVE!」（2005年7月23日・24日、フジテレビ）- 中西浩介 役
- はるか17 第1話（2005年、テレビ朝日）- フリーター 役
- 翼の折れた天使たち 第2夜「ライブチャット」（2006年、フジテレビ）- ブラピ 役
- 下北サンデーズ（2006年、テレビ朝日）- レギュラーでサンボ現 役
- お台場湾岸テレビ（2006年、フジテレビ）- 湾テレ美術 役
- ユキポンのお仕事（2007年、テレビ東京）- 犬彦 役
- 四葉ノムコウ（2007年、日本テレビ）- さいとう 役（主役） ※『ブラックバラエティ』で放送された単発ドラマ
- 土曜ワイド劇場「刑事殺し 夫が自宅で射殺された!」（2007年、朝日放送〈現：朝日放送テレビ〉）- 阿部 役
- 真実の手記 BC級戦犯 加藤哲太郎「私は貝になりたい」（2007年、日本テレビ）
- 怨み屋本舗スペシャル 家族の闇 モンスターファミリー（2008年、テレビ東京）- 白川タカヒコ 役
- 斉藤さん（2008年2月13日、日本テレビ）- 小鳩市役所職員 役
- おちゃべり 第17話（2009年3月24日、毎日放送）- 飛田慎二 役〔写真のみ出演〕
- 誰かが嘘をついている（2009年10月6日、フジテレビ）- 結婚詐欺師 役
- ねこタクシー（2010年、東名阪ネット6/札幌テレビ/TVQ九州放送ほか）- 間瀬垣勤 役（主演）
- 松本清張ドラマスペシャル・霧の旗（2010年3月16日、日本テレビ）- 柳田正夫 役
- 鉄の骨（2010年7月、NHK）- 西田吾郎 役
- 隠密秘帖（2011年1月1日、NHK）- 脇田寅之助 役
- ひとりじゃない（2011年1月 - 2月、BSフジ）
- バーテンダー 第4話（2011年2月25日、テレビ朝日）- 北方 役
- TAROの塔（2011年2月 - 3月、NHK）- 小松左京 役
- さだまさしドラマスペシャル 故郷 〜娘の旅立ち〜（2011年7月5日、フジテレビ）- 高校の先生　役
- よる★ドラ ビターシュガー（2011年10月 - 12月、NHK）- 五十嵐憲吾 役
- ドキュメンタリードラマ・似顔絵捜査官001号（2012年3月11日、NHK BSプレミアム）- 戸島国雄（鑑識課員） 役
- ドラマ10 はつ恋（2012年5月 - 7月、NHK）- 広瀬光二 役
- 信長のシェフ（2013年1月 - 3月、テレビ朝日）- 徳川家康 役
- 間違われちゃった男 第8話（2013年6月1日、フジテレビ）- 八幡山崇 役
- ドラマ10 激流〜私を憶えていますか?〜（2013年6月 - 8月、NHK）- 大林隆之 役
- あなたに似た誰か「記憶の海」（2013年8月20日、NHK BSプレミアム）- 杉原医師 役
- 花子とアン（2014年、NHK連続テレビ小説）- 徳丸甚之介 役
- 容疑者は8人の人気芸人（2015年4月18日、フジテレビ）- 黒田学刑事 役
- 美女と男子（2015年、NHK）- 藤原プロデューサー 役
- 刑事バレリーノ（2016年、日本テレビ）- 鬼山紋二郎 役
- 部長 風花凜子の恋（2018年7月5日・7月12日、読売テレビ・日本テレビ系 プラチナイト枠）- 三代稔彦 役
- いだてん〜東京オリムピック噺〜（2019年、NHK大河ドラマ）- 水明亭店主 役
- 1回表のウラ (2023年3月4日 - 25日、テレビ西日本） - ベテラン花火師 役[79]

#### 映画
- スペースポリス（日本出版販売・ケイエスエス、2004年発売）- ビデオ屋の店員 役
- プラトニック・セックス（2001年、フジテレビ他）- サラリーマン 役
- 嫌われ松子の一生（2006年、東宝・TBS他）- 教頭 役
- 森のリトル・ギャング（日本語吹替版、2006年）- ヴァーミネーター 役
- イエスタデイズ（2008年）- 藤井哲男 役
- 銀幕版 スシ王子! 〜ニューヨークへ行く〜（2008年）- 稲子の父 役
- 感染列島（2009年、東宝）- 鈴木浩介 役
- 守護天使（2009年）- 須賀啓一 役
- なくもんか（2009年、東宝）- 山岸正徳 役
- ねこタクシー（2010年）- 間瀬垣勤 役
- BECK（2010年）- 斉藤研一 役
- それでも花は咲いていく「ヒヤシンス」（2011年）- オッキー 役
- DOG×POLICE 純白の絆（2011年）- 西村孝 役
- おかえり、はやぶさ（2012年）
- ゴーストライターホテル（2012年）- 江戸川乱歩 役
- ボクたちの交換日記（2013年）
- 今日子と修一の場合（2013年）
- 劇場版 タイムスクープハンター -安土城 最後の1日-（2013年）- 谷崎勉 役
- ミュータント・タートルズ（日本語吹替版、2015年）- スプリンター 役
- 脳内ポイズンベリー（2015年）
- 先生と迷い猫（2015年）
- 男はつらいよ お帰り 寅さん（2019年）- 編集長 役
- 太陽とボレロ（2022年）- 森本市郎 役
- メイヘムガールズ（2022年11月25日、アルバトロス・フィルム） - 三苫健三 役[80][81]
- ひみつのなっちゃん（2023年）- なっちゃん 役
- 僕らは人生で一回だけ魔法が使える（2025年） - エイジ 役[82]

#### ウェブドラマ
- 伝染るんです。（2009年10月26日 - 12月、BeeTV） - カブトムシ斎藤 役
- 全裸監督2（2021年6月24日 全話配信、Netflix）- 競馬の予想屋 役

#### ラジオ
ター坊ケン坊時代に九州朝日放送でラジオデビュー。
- JUNK2木曜日「カンニング竹山 生はダメラジオ」（TBSラジオ、2006年4月6日 - 2008年9月25日）
- レコメン!（文化放送）- 水曜日
- 伊集院光 日曜日の秘密基地（TBSラジオ）- 不定期に日曜ゼミナール講師役、主にサブカルチャーを取り扱った
- ラジオドラマ「被取締役新入社員」（TBSラジオ）- 鈴木信男/羽ヶ口信男役
- ニュース探究ラジオ Dig（TBSラジオ、2010年4月 - 2013年3月）- 月曜日コメンテーター
- おしゃべりやってま〜す（インターネットラジオK'z Station、2004年5月 - ）- 第6放送隔週レギュラー
- 赤江珠緒 たまむすび（TBSラジオ、2013年4月1日 - ） - 月曜パートナー
- おぎやはぎのメガネびいき（TBSラジオ、2014年6月6日）
- 六輔七転八倒九十分（TBSラジオ、2016年4月11日）
- いち・にの三太郎〜赤坂月曜宵の口（TBSラジオ、2016年10月10日）
- のりたけやま（TBSラジオ、2017年12月26日、2018年9月9日）
- 爆笑問題の日曜サンデー（2018年8月26日、2021年10月3日・TBSラジオ）サンデー芸人ランキング - ナビ芸ター
- 土曜朝6時 木梨の会。（TBSラジオ、2018年10月27日 - ）- 準レギュラー
- くにまる食堂（文化放送、2024年4月1日 -、月曜日 9時台10時台パートナー）

#### CM・広報
- uno（資生堂）
- おしゃべりピチュー（トミー）
- 悪魔の棲む家（2006年）
- 平塚競輪場（かつてカンニングとして出演していたが、現在は「応援団長」として竹山のみの出演。また「カンニング竹山杯」という自分の名前を冠したF2ナイター競走が開催されている）
- 福岡市選挙管理委員会（2006年11月19日に行われた福岡市長選挙のイメージキャラクター）
- アコム（2007年）木内晶子と共演
- 九州電力「やってみま省エネ」キャンペーン（2008年）
- チバビジョン（2009年2月）光浦靖子（オアシズ）、くわばたりえ（クワバタオハラ）と共演
- ダマリングランデX（大正製薬）（2013年）
- レノアプラス・衣類の消臭専用デオドラントビーズ（P&Gジャパン）（2015年4月 - ）
- ニンテンドー3DS用ソフト「大逆転裁判 -成歩堂龍ノ介の冒險-」（カプコン）（2015年）[83]
- 『高齢者詐欺被害の未然防止』啓発キャンペーンWeb限定動画「毎日話せば詐欺は防げる」編（2015年） - 息子 役[84]
- 森永乳業「アロエステ」（2016年）[85]
- 髙山質店（2017年）
- ビレッジハウス（2018年 - ）
- 総務省/経済産業省 経済センサス-活動調査広報「提出促進」篇（2021年5月20日 - ）[86]

## 作品

### DVD
- カンニングの思い出づくり（2005年1月14日、BSフジ/ポニーキャニオン）
- 死球〜DEAD BALL〜vol.5（2005年8月25日、ビデオメーカー）
- 『カンニングの恋愛中毒』シリーズ
  - カンニングの恋愛中毒 恋人達を襲うドエロ幽霊を追え!! in木更津（2006年5月26日、TLIP）
  - カンニングの恋愛中毒 一人暮らしの美女を襲うドエロ・ストーカーを追え!!（2006年5月26日、TLIP）
  - カンニングの恋愛中毒 カンニング竹山 VS 小沢仁志〜（2009年8月25日、電子公園）
  - カンニングの恋愛中毒 「芸人面接」未放送映像SP（2012年10月17日、ポニーキャニオン）
- 『放送禁止』シリーズ
  - カンニング竹山単独ライブ　放送禁止（2009年3月25日、Contents League）
  - カンニング竹山単独ライブ　放送禁止Vol.2（2010年3月25日、Contents League）
  - カンニング竹山単独ライブ　放送禁止Vol.3（2011年4月27日、Contents League）
  - カンニング竹山単独LIVE「放送禁止2011」(2013年2月20日、ポニーキャニオン)
  - カンニング竹山単独LIVE「放送禁止2012」(2013年2月20日、ポニーキャニオン)
  - カンニング竹山単独LIVE「放送禁止2013」(2014年3月19日、ポニーキャニオン)
  - カンニング竹山単独LIVE「放送禁止2014」(2015年9月2日、ポニーキャニオン)
  - カンニング竹山単独LIVE「放送禁止2015」(2017年2月24日、リバプール)
- 『お台場お笑い道』シリーズ
  - お台場お笑い道ベストセレクション 1（2010年1月27日、フジテレビ映像企画部）
  - お台場お笑い道ベストセレクション 2（2010年1月27日、フジテレビ映像企画部）
- 『ザキヤマ&河本のイジリ旅』シリーズ
  - 竹山のやりたい100のこと〜ザキヤマ&河本のイジリ旅〜イジリ 1 俺がシャツって言ったらシャツなんだよ! の巻(2012年11月21日、ポニーキャニオン)
  - 竹山のやりたい100のこと〜ザキヤマ&河本のイジリ旅〜イジリ 2 首はホントに持ってかれるぞ! の巻(2012年11月21日)
  - 竹山のやりたい100のこと〜ザキヤマ&河本のイジリ旅〜イジリ 3 お前ら、性で遊ぶな! の巻(2012年11月21日)
  - 竹山のやりたい100のこと〜ザキヤマ&河本のイジリ旅〜イジリ 4 マイクロは寝ろよ!の巻(2013年3月20日)
  - 竹山のやりたい100のこと〜ザキヤマ&河本のイジリ旅〜イジリ 5 死んだらここに埋めれがいいが!の巻(2013年3月20日)
- 『ザキヤマ＆河本のイジリ天国』シリーズ
  - 竹山エンディングノート-ザキヤマ＆河本のイジリ天国- 1（2013年11月20日、ポニーキャニオン）
  - 竹山エンディングノート-ザキヤマ＆河本のイジリ天国- 2（2013年11月20日、ポニーキャニオン）
  - 竹山エンディングノート-ザキヤマ＆河本のイジリ天国- 3（2013年11月20日、ポニーキャニオン）
  - 竹山エンディングノート-ザキヤマ＆河本のイジリ天国- 4（2014年3月19日、ポニーキャニオン）
  - 竹山エンディングノート-ザキヤマ＆河本のイジリ天国- 5（2014年3月19日、ポニーキャニオン）

### CD
- カンニングのヘイ・ユウ・ブルース
- No.1（2005年11月23日、ERJ）※U.N.O.BANDとして
- ココロ花 ※笑金オールスターズとして

## インターネットコンテンツ
- ショートカッツ-実写版- #18 黒坂先生（小学館マイクロムービーズ）[87]
- カンニング竹山の「タケちゃんねる」（サンミュージックの公式YouTubeチャンネル内で前述のタイトルを始め複数動画が投稿されている）
- 実録!?山形県警24ず～我々は特殊詐欺を許さね!～（山形県警察本部公式YouTube）[88]

## 著書
- 『カンニング竹山の“踊るダメ人間!”』（2005年6月1日、宝島社）ISBN 978-4796646413
- 『現代日本への警鐘』（2007年1月1日、メディアファクトリー）ISBN 978-4840117838
- 『大阪人はなぜ振り込め詐欺に引っかからないのか―カンニング竹山と考える』（2007年2月1日、扶桑社）ISBN 978-4594052478
- 『福島のことなんて、誰もしらねぇじゃねえかよ!』（2019年3月9日、ベストセラーズ）ISBN 978-4584138946